# اكتئاب ما بعد الولادة
اكتئاب ما بعد الولادة أو اكتئاب بعد الولادة هو اضطراب مزاجي مرتبط بولادة الطفل ومن شأنه أن يؤثر على كلا الجنسين. تشتمل الأعراض على الحزن الشديد، إعياء، قلق، نوبات من البكاء، هياج وتغيرات في نمط النوم وتناول الطعام. عادةً ما يظهر بين أسبوع إلى شهر بعد الولادة وقد يؤثر بشكل سلبي على الطفل المولود حديثًا.
لا يزال السبب الدقيق لاكتئاب ما بعد الولادة غير معروف ويُعتقد أنه مزيج من العوامل الجسدية والعاطفية والجينية والاجتماعية. قد تشمل هذه العوامل أيضًا التغيرات الهرمونية والحرمان من النوم. تشمل عوامل الخطورة للإصابة باكتئاب ما بعد الولادة الإصابة به في ولادة سابقة، الاضطراب ثنائي القطب، تاريخ عائلي للاكتئاب، التوتر، حصول مضاعفات أثناء الولادة، نقص الدعم العائلي واضطراب تعاطي المخدرات.
بالنسبة للشريحة عالية الخطورة للإصابة باكتئاب ما بعد الولادة فإن توفير الدعم النفسي الاجتماعي من شأنه أن يساهم في الوقاية والحماية من الإصابة. قد يشتمل علاج اكتئاب ما بعد الولادة على العلاج النفسي أو الدوائي. تشمل طرق العلاج النفسي التي أثبتت فعاليتها العلاج النفسي التفاعلي، العلاج المعرفي السلوكي والعلاج النفسي الديناميكي. تدعم الموجودات الحالية استخدام مثبطات استرداد السيروتونين الانتقائية.
يصيب اكتئاب ما بعد الولادة حوالي 15% من النساء بعد الإنجاب. علاوةً على ذلك، يُقدر أن اضطراب المزاج هذا يؤثر على 1% إلى 26% من الآباء الجدد. يصيب ذهان ما بعد الولادة، وهو شكل أكثر حدة من اضطراب المزاج بعد الولادة، حوالي 1 إلى 2 من كل 1000 امرأة بعد الإنجاب. يعد ذهان ما بعد الولادة أحد المسببات الرئيسية لجرائم قتل الرضع الذين تقل أعمارهم عن عام واحد بحوالي 8 لكل 100 ألف حالة سنويًا. يمكن أن تظهر أعراض اكتئاب ما بعد الولادة في أي وقت في السنة الأولى بعد الولادة. عادةً ما يوضع تشخيص اكتئاب ما بعد الولادة بعين الاعتبار بعد استمرار العلامات والأعراض لمدة أسبوعين على الأقل.

## العلامات والأعراض

### عاطفيًا
- الحزن المستمر، القلق والإحساس «بالفراغ»[9]
- تقلبات مزاجية حادة
- الإحباط والتهيج والتململ والغضب
- الشعور باليأس أو العجز
- الذنب والعار والشعور بانعدام القيمة
- تدني تقدير الذات
- الخدر والفراغ
- الإنهاك
- عدم القدرة على الراحة
- صعوبات في التقرب من الطفل
- الشعور بالتقصير تجاه الطفل
- التفكير بإيذاء النفس أو الانتحار

### سلوكيًا
- فقدان الاهتمام أو المتعة في الأنشطة اليومية[10]
- انخفاض الرغبة الجنسية
- تغيرات في الشهية
- الشعور بالإعياء وانخفاض الطاقة والحافز
- سوء العناية بالنفس
- الانسحاب الاجتماعي
- الأرق أو النوم المفرط
- القلق حيال إيذاء النفس أو الطفل أو الشريك
- العلاقة بين الأم والطفل

يمكن أن يتداخل اكتئاب ما بعد الولادة في رابطة الأمومة الطبيعية ويؤثر سلبًا على نمو الطفل وتطوره الآني وعلى المدى البعيد. يمكن أن يؤثر أيضًا لدرجة أن بعض الأمهات يصبحن غير قادرات على رعاية الطفل المولود حديثًا والعناية بإطعامه أو روتين نومه أو صحته. في حالات نادرة، أو حوالي 1-2 لكل ألف حالة، يتظاهر اكتئاب ما بعد الولادة بشكله الأكثر حدة وهو ذهان ما بعد الولادة. وقد يؤدي ذلك إلى قتل الرضيع في هذه الحالات، أو بين النساء اللواتي لديهن سوابق من دخول مستشفى الأمراض النفسية. إذ أن ذهان ما بعد الولادة أحد المسببات الرئيسية لحالات قتل الرضع السنوية المبلغ عنها بحوالي 8 لكل 100 ألف حالة. 
وفقًا لبحث نُشر في المجلة الأمريكية لطب النساء والتوليد فإن الأطفال يمكن أن يعانوا من آثار اكتئاب ما بعد الولادة أيضًا. إذ أن الأمهات اللواتي يُصبن به ولا يتلقين العلاج يؤثرن بشكل سلبي على أطفالهن. تتظاهر هذه المشاكل لدى الأطفال في سن الرضاعة من خلال البكاء بدرجات غير اعتيادية (المغص) وانعدام أنماط النوم الطبيعية. ويمكن أيضًا أن تصبح هذه المشاكل ذات تأثير دوري، أي أنها قد تزيد درجة الإصابة الحالية باكتئاب ما بعد الولادة وقد تؤدي إلى تكرار الإصابة به فيما بعد. يمكن أن تؤثر دورية المشاكل هذه أيضًا على الطريقة التي تحافظ بها الأم على علاقتها بطفلها. هذا يمكن أن يشمل التوقف عن الرضاعة بالإضافة إلى المشاعر السلبية مثل الانسحاب، الجفاء والعدائية حتى. في حال طورت الأم علاقة عدائية بالطفل فهذا قد يؤدي إلى النتائج الخطيرة المتطرفة مثل قتل الرضيع.
يمكن أن يؤدي اكتئاب ما بعد الولادة مع تقدم الطفل في السن إلى ظهور مشاكل في العمليات المعرفية والسلوكية والعاطفية لدى الطفل. بالإضافة إلى هذه المشاكل فقد يطور الأطفال الذين نشأوا حول اكتئاب ما بعد الولادة ميول للعنف في المستقبل.

### اكتئاب ما بعد الولادة عند الآباء
لم يدرس اكتئاب ما بعد الولادة عند الآباء بشكل مكثف مثل نظيره عند الأمهات. يُعرّف اكتئاب ما بعد الولادة عند الرجال عادةً على أنه «نوبة من الاضطراب الاكتئابي الشديد تحصل بعد وقت قصيرة من ولادة الطفل». تكون مسببات اكتئاب ما بعد الولادة عند الرجال مختلفة ويتظاهر من خلال الحزن الشديد والإعياء والقلق والتهيج والأفكار الانتحارية. من المرجح أن يحدث اكتئاب ما بعد الولادة لدى الرجال خلال 3 إلى 6 أشهر بعد الولادة، ويرتبط بالاكتئاب الأمومي، مما يعني أن إصابة الأم باكتئاب ما بعد الولادة تجعل الآباء أكثر عرضة للإصابة به أيضًا. يزيد اكتئاب ما بعد الولادة من خطورة الإقدام على الانتحار عند الآباء، ويؤثر أيضًا على الرابطة الطبيعية بين الأب وطفله. يمكن أن يُظهر الآباء المصابين ضعفًا في الأداء الوالدي بالإضافة إلى التململ وتخفيف الاحتكاك بالطفل. انخفاض الاحتكاك بالطفل والتفاعل معه من شأنه أن يؤدي إلى مشاكل معرفية وسلوكية عند الأطفال.

## العلاج
يشمل علاج الحالات الخفيفة إلى المعتدلة من اكتئاب ما بعد الولادة العلاج النفسي أو العلاج الدوائي بمضادات الاكتئاب. بينما غالبًا ما تكون الفائدة العلاجية للحالات المعتدلة إلى الشديدة في أقصاها عند الدمج بين العلاج النفسي والدوائي. وقد تبين أن بعض التمارين الهوائية الخفيفة مفيدة جدًا في الحالات الخفيفة والمتوسطة.

### العلاج النفسي
ظهر أن كل من التدخلات الفردية الاجتماعية والنفسية فعالة بنفس القدر في علاج اكتئاب ما بعد الولادة. تشمل التدخلات الاجتماعية التوجيه الفردي والدعم من الأقران، بينما تشمل التدخلات النفسية العلاجي السلوكي المعرفي والعلاج النفسي التفاعلي. أظهر العلاج النفسي التفاعلي فعاليته في تحسين العلاقة بين الأم والرضيع بشكل خاص. أظهرت مجموعات الدعم وخيارات العلاج الجماعي التي تركز على التثقيف النفسي حول اكتئاب ما بعد الولادة أنها تعزز فهم أعراض ما بعد الولادة وغالبًا ما تساعد في إيجاد المزيد من الخيارات العلاجية. قد يكون من المفيد أيضًا اللجوء إلى أشكال أخرى من العلاج، مثل العلاج الجماعي، الزيارات المنزلية، الاستشارة وضمان قدر أكبر من النوم للأم. 
غالبًا ما يكون الأخصائيون المدربون على تقديم التدخلات الاستشارية قادرين على خدمة السكان المحتاجين في هذا الصدد، لكن أظهرت نتائج المراجعة المنهجية الحديثة والتحليل التلوي أن مقدمي الخدمة غير المتخصصين، بما في ذلك الاستشاريين غير المتخصصين والممرضات والقابلات والمعلمين الذين لم يتلقوا تدريبًا رسميًا في تدخلات الاستشارة، غالبًا ما يقدمون خدمات فعالة فيما يخص بالاكتئاب والقلق في الفترة المحيطة بالولادة.
أظهر العلاج السلوكي المعرفي عبر الإنترنت نتائج واعدة مع درجات أقل من السلوك التربوي السلبي ومعدلات أقل من القلق والتوتر والاكتئاب. قد يكون مفيدًا للأمهات اللائي ليس لديهن إمكانية الوصول إلى العلاج المعرفي السلوكي شخصيًا. ومع ذلك فإن الفوائد على المدى البعيد لا زالت غير مؤكدة.